# Герб комуни Тиреше
Герб комуни Тиреше (швед. Tyresö kommunvapen) — символ шведської адміністративно-територіальної одиниці місцевого самоврядування комуни Тиреше. 

## Історія
Герб було розроблено для ландскомуни Тиреше. Отримав королівське затвердження 1954 року. Пізніше вживався як герб торговельного містечка (чепінга).   
Після адміністративно-територіальної реформи, проведеної у Швеції на початку 1970-х років, муніципальні герби стали використовуватися лишень комунами. Цей герб був перебраний для нової комуни Тиреше.
Герб комуни офіційно зареєстровано 1974 року.

## Опис (блазон)
У золотому полі червоний перев’яз зліва, на якому три золоті млинські кола, у верхньому полі — червона лобна частина голови вола з рогами та вухами.

## Зміст
Млинські колеса означають розвинуте в давнину млинарство і три потоки Фолльбрінксстреммен, Уддбюфаллен і Нифорс. Лобна частина голови вола символізує родину Уксеншерна і походить з їхнього герба.      